# Чеботаревский, Виктор Иванович
Виктор Иванович Чеботаревский — советский государственный и хозяйственный деятель.

## Биография
Родился 19 ноября 1910 года. Член КПСС с 1944 года.
С 1930 года — на хозяйственной, общественной и политической работе.
В 1930—1970 гг. — чертежник-конструктор треста «Спецстрой» в Москве, техник-механик, начальник механических мастерских, начальник монтажной группы на предприятиях Ленинграда, начальник цеха нефтеперерабатывающего завода к Уфе, директор нефтеперерабатывающих предприятий
в Запорожской области и в Краснодарском крае, директор нефтеперерабатывающего завода имени С. И. Кирова, председатель Совнархоза Саратовского экономического административного района, председатель Совнархоза Приволжского экономического района, начальник Управления материально-технического снабжения Приволжского экономического района.
Избирался депутатом Верховного Совета РСФСР 5-го и 6-го созыва. Делегат XXII и XXIII съезда КПСС.
Умер 5 ноября 1988 года.

## Семья
- Жена — Чеботаревская (Анич) Валерия Ивановна (1913—2006);
- Дети — Чеботаревский Владимир Викторович (1942—2012); Чеботаревский Юрий Викторович (1946 г.р.).
- Внуки: Виктор, Анна, Валерия, Татьяна, Никита.
- Правнуки: Артем, Элита, Арсений, Юрий, Милианна.